# Unspeakable
Unspeakable è un brano del 2002 degli Ace of Base.
Terzo estratto dall'album Da Capo, il singolo raggiunge il 45º posto in Svezia e il 97° in Germania.